# Calliopum sakhalinicum
Calliopum sakhalinicum är en tvåvingeart som beskrevs av Shatalkin 1996. Calliopum sakhalinicum ingår i släktet Calliopum och familjen lövflugor. Inga underarter finns listade i Catalogue of Life.